# Filippa av Armenien
Filippa av Armenien, född 1183, död före 1219, var en kejsarinna av Nicaea, gift med kejsar Teodor I Lascaris av Nicaea. 
Hon var dotter till furst Ruben III av Armenien och Isabella I av Toron, och brorsdotter till kung Leo av Armenien. Hon trolovades cirka 1190 med Schahenscah, andre son till Tchordouanel, herre av Sasun, med vilken hon blev gift vid okänt datum: år 1193 nämns hon som änka. Cirka 1198 trolovades hon med Lamprons tronföljare Oshun, men vigseln ägde aldrig rum. 1214 blev hon gift med Teodor I Lascaris. Hon fick en son, Konstantin. 
År 1216 tog Teodor ut skilsmässa och skickade tillbaka henne till hennes farbror Leo av Armenien. Det officiella skälet var religiöst, men det verkliga bedöms vara att Teodor hade trott att hon var dotter och alltså arvtagare till Leo av Armenien, och inte brorsdotter, vilket innebar att hon inte hade nära anspråk på Armeniens tron. Hennes dödsdatum är inte kända, men hon nämns inte i uppräkningen av Leos släktmedlemmar 1219 och bör alltså ha dött före detta år.